# What These Bitches Want
"What These Bitches Want" (também conhecida como "What You Want") é uma canção do rapper DMX. É uma das suas canções mais conhecidas e vem de seu álbum ...And Then There Was X, lançado em 1999.

## Informação

### Produção
O single apresenta o cantor Sisqó e foi chamado na capa da frente de "O Maior no Rap encontra o Maior no R&B". O assunto da canção é as mulheres que passaram pela vida de DMX.

### Videoclipe
O clipe foi dirigido por Hype Williams.

## Lista de faixas

### Lado-A
- "What You Want (Radio Edit)" (4:08)
- "What You Want (LP Version)" (4:15)
- "What You Want (Instrumental)" (4:13)

### Lado-B
- "Fame (Radio Edit)" (3:37)
- "Fame (LP Version)" (3:37)
- "Fame (Instrumental)" (3:39)

## Posições nas paradas
| Parada                                     | Posição |
| ------------------------------------------ | ------- |
| Billboard Hot R&B/Hip-Hop Singles & Tracks | 11      |
| Billboard Rhythmic Top 40                  | 29      |
| Billboard Hot 100                          | 49      |